# 3239 Meizhou
3239 Meizhou eller 1978 UJ2 är en asteroid i huvudbältet som upptäcktes den 29 oktober 1978 av Purple Mountain-observatoriet i Nanjing, Kina. Den är uppkallad efter den kinesiska staden Meizhou.
Asteroiden har en diameter på ungefär 3 kilometer.